# Kulderzipken
Kulderzipken was een Vlaamse jeugdserie waarin een gelijknamige eenvoudige boerenjongen het toch al bizarre leven in een sprookjeskasteel soms overhoop haalt, maar vooral telkens redt. De serie werd geschreven door Hugo Matthysen. De eerste reeks van tien afleveringen werd voor het eerst uitgezonden op 29 oktober 1995 op de BRTN (nu VRT). Een jaar later volgde een tweede reeks van nog eens tien afleveringen. Ketnet zendt de serie af en toe opnieuw uit. Deze serie is geïnspireerd door het sprookje Turandot.

## Over de serie
Koning Jozef houdt een wedstrijd om een man voor zijn brutale dochter Prieeltje te vinden. Volkse slimmerik Kulderzipken wint als bij toeval de wedstrijd. En daar is Koning Jozef niet blij mee: hij zocht geen boerenjongen als schoonzoon en wil Kulderzipken daarom zo snel mogelijk uit zijn kasteel. Hij krijgt daarbij hulp van Moe Duivel, die liever haar zoon als echtgenoot van de prinses ziet, maar diens gênante braafheid er niet uit krijgt gemept. In elke aflevering moet Kulderzipken een nieuwe opdracht volbrengen (hierbij vaak geholpen door de Grimms, de twee broers-paleislakeien, die naast uitvinder ook kok, portier, bewaker, secretaris en de rest van de hofhouding zijn) of is er wel iemand die de rust komt verstoren, veelal met magische krachten.
In de tweede jaargang geeft Koning Jozef lessen over het koningschap aan de ijverige Kulderzipken en de rebelse Prieel.

## Rolverdeling

### Hoofdrollen
| Personage         | Acteur/actrice      | Opmerking          |
| ----------------- | ------------------- | ------------------ |
| Kulderzipken      | Michael Pas         |                    |
| Koning Jozef      | Jan Decleir         |                    |
| Koningin Angina   | Karin Tanghe        |                    |
| Prinses Prieeltje | Ianka Fleerackers   |                    |
| Grimm 1           | Warre Borgmans      |                    |
| Grimm 2           | Lucas Van den Eynde | enkel in seizoen 1 |
| Grimm 2           | Marc Van Eeghem     | enkel in seizoen 2 |
| Duivel            | Frans Van der Aa    | enkel in seizoen 1 |
| Moe Duivel        | Veerle Eyckermans   | enkel in seizoen 1 |

### Overige rollen (Seizoen 1)
| Personage                                  | Acteur/actrice        |
| ------------------------------------------ | --------------------- |
| De Maarschalk van Kabeljonië               | Paul Codde            |
| De Markies van Metalië                     | Anton Cogen           |
| De Grootvizier van de Nederlandse Letteren | Bob De Moor           |
| De Hertog van Rekenkunde                   | Karel Vereertbrugghen |
| De Blote Bosmens                           | Ludo Hoogmartens      |
| De Vervelende Vent                         | Jan Steen             |
| De Onzichtbare Keizer                      | Danny Timmermans      |
| De Knoerifast                              | Urbanus               |
| De Potsenschouwspelgoochelzanggrapjas      | Bart Peeters          |
| Grootmoe Duivel                            | Bart Peeters          |
| Tante Hildegarde                           | Katelijne Verbeke     |
| Dokter Drenkelaar                          | Willy Vandermeulen    |
| Zuster Schuilnaam                          | Els Olaerts           |
| Zuster Roger                               | Gert Portael          |
| Birinis                                    | Jeanne Penninckx      |

### Overige rollen (Seizoen 2)
| Personage                                     | Acteur/actrice       |
| --------------------------------------------- | -------------------- |
| Geest                                         | Nolle Versyp         |
| Diederik, broer van de koning                 | Vic De Wachter       |
| Sint Lutgardis, zuster van koning en Diederik | Reinhilde Decleir    |
| Rudolf het paard                              | Pieter Embrechts     |
| Kleine Rudolf het paard                       | Wietse Tanghe        |
| De Leugenaar                                  | Dimitri Duquennoy    |
| De Houten Man                                 | Danny Timmermans     |
| De Houten Man                                 | Hilde Timmermans     |
| De Kardigraaf                                 | Peter Van den Begin  |
| Oom Nonkel                                    | Senne Rouffaer       |
| Viking                                        | Luk D'Heu            |
| Gladiator                                     | George Arrendell     |
| Alsdaanse Keizer                              | Bart Peeters         |
| Alsdaanse Reus                                | Bram Verschueren     |
| De Alsdaniërs                                 | Robbie Cleiren       |
| De Alsdaniërs                                 | Kris Cleiren         |
| De Alsdaniërs                                 | Tine Embrechts       |
| De Alsdaniërs                                 | Pieter Embrechts     |
| De Alsdaniërs                                 | Tom Hautekiet        |
| De Alsdaniërs                                 | Tine Reymer          |
| De Alsdaniërs                                 | Adriaan Van den Hoof |
| Serpentina                                    | Antje De Boeck       |
| Vindikooks                                    | Ensemble Leporello   |
| Leidster Vindikooks                           | Ineke Nijssen        |
| Havanna                                       | Mieke De Groote      |
| Bert, de man van Havanna                      | Frank Focketyn       |
| Katrien de Kol                                | Ann Tuts             |
| Frans Vanderschijnsel                         | Johny Voners         |
| Kok 1                                         | Wim Opbrouck         |
| Kok 2                                         | Wim Willaert         |

## Afleveringen

### Seizoen 1
- 1. De Duivel en zijn Moeder - Koning Jozef laat allerlei edellieden aanrukken om met zijn dochter te trouwen, maar Prieeltje moet er niks van weten. Koning Jozef laat de Grimms een wedstrijd uitvaardigen: wie de drie gouden haren op de kin van de Moeder van de Duivel kan uittrekken, mag trouwen met zijn dochter. Wanneer deze laatsten weet krijgen van dit plan, trekken ook zij naar het kasteel.
- 2. De Blote Bosmens - Koning Jozef wil Kulderzipken zo snel mogelijk uit het kasteel wegkrijgen, en de Moeder van de Duivel, die haar zoon aan de prinses wil koppelen, bedenkt een plan. Kulderzipken moet naar de hoogste berg van de wereld om een zeldzame parel te zoeken. Met de hulp van de Grimms vliegt Kulderzipken erheen op een vliegende deur. Maar wanneer hij aankomt op de berg, blijkt dat daar de Blote Bosmens (Ludo Hoogmartens) woont, die niets liever doet dan iedereen doodslaan.
- 3. De Krokoldezen - Ieder jaar wordt op het kasteel het feest van de Krokoldezen gevierd. Niemand weet precies wie of wat de Krokoldezen waren, maar iedereen moet zich wel verkleden en feesten 'als een Krokoldees', anders zal het kasteel instorten. Kulderzipken krijgt ook een zware opdracht.
- 4. Op Drakenjacht - Moe Duivel bedenkt een nieuwe opdracht voor Kulderzipken: de draak die in het bos woont zoeken en verslaan. Maar wanneer de Duivel zijn goed hart laat zien, en Kulderzipken gaat helpen, wil Moe Duivel natuurlijk dat de Drakenjacht onmiddellijk wordt stopgezet. Koning Jozef trekt het bos in, maar stoot op een drakendrol, en valt flauw van de stank. Hij wordt gevonden door de Vervelende Vent (Jan Steen).
- 5. Kaas - Koning Jozef wordt naar jaarlijks gebruik opnieuw tot koning gekroond, en tot ridder geslagen. De Moeder van de Duivel ruikt in het kasteel de doordringende geur van kaas, en, na het doorzoeken van de boeken van de Grimms, kan dat maar één ding betekenen: de Onzichtbare Keizer (Danny Timmermans) is in het kasteel.
- 6. De Knoerifast - De koning en de koningin zijn bang, maar willen niet vertellen waarom. Kulderzipken en Prieel verkennen het kasteel, en stuiten in de kerkers op een vergeetput. Daarin zit een gek mannetje, de Knoerifast (Urbanus), dat ze vrijlaten, maar hij duwt hen in de put en betovert iedereen in het kasteel. Kulderzipken en Prieel ontsnappen en ontdekken in de boeken van de Grimms dat ze de Knoerifast kunnen lokken door de ge-ur van gro-en-ten-so-jep.
- 7. De Potsenschouwspelgoochelgrapzangjas - Het kasteel krijgt bezoek van de Potsenschouwspelgoochelzanggrapjas (Bart Peeters), een rondreizende hofnar. Maar hij blijkt eigenlijk een rover te zijn, die met behulp van twee handlangers, de nonnen Schuilnaam (Els Olaerts) en Roger (Gert Portael) (uiteraard allebei schuilnamen), Koning Jozef vastbindt en naar de schatkist zoekt.

(Opmerking: hoewel men wel Potsenschouwspelgoochelzanggrapjas zegt in de aflevering, zijn de woorden 'zang' en 'grap' in de titel wel omgewisseld.)
- 8. De Kouwe Tante - Het is hartje winter, en net dan komt tante Hildegarde (Katelijne Verbeke) op bezoek. Tante Hildegarde houdt van de kou, en eist dus dat alle ramen van het kasteel open blijven staan, tot groot ongenoegen van alle bewoners. De Grimms doen een poging om haar weg te jagen, maar zij verandert hen in een vogelverschrikker. Ook Moe Duivel probeert haar te verjagen, maar zij wordt veranderd in een tor en in een bokaal gevangen. Nu is het de beurt aan Kulderzipken om een plan te bedenken.
- 9. Grootmoe Duivel - De Duivel en zijn Moeder brengen in het bos een bezoekje aan Grootmoe Duivel (Bart Peeters). Ze brouwt voor hen een toverdrankje, waardoor Kulderzipken zal veranderen in een eend. De Grimms trekken, verkleed als engelen, naar het bos om Grootmoe Duivel een tegengif te laten maken.
- 10. Dokter Drenkelaar - Moe Duivel haalt een nieuwe streek uit. Ze geeft Prieeltje een vergiftigde appel, waardoor zij bijna sterft. De enige man die weet hoe men haar moet genezen is Dokter Drenkelaar (Willy Vandermeulen), maar de oude man is verlamd door liefdesverdriet voor zijn Cecilia.

### Seizoen 2
- 11. Het kasteel rinkelt! - Koning Jozef en Kulderzipken treffen Sint Lutgardis, de zus van de koning (Reinhilde Decleir) tijdens de jacht. Ook de broer van de koning, Diederik (Vic De Wachter), komt op bezoek, en zit in geldnood. Koningin Angina heeft nood aan nieuwe hobby, en Koning Jozef kan al nachten niet slapen, want zijn kasteel rinkelt. Kulderzipken en Prieeltje ontdekken dat dat gerinkel afkomstig is van een geest (Nolle Versyp).
- 12. In de Mosterdpot - Als voorbereiding op het koningschap krijgt Kulderzipken les van de Koning. Koningin Angina heeft een nieuwe hobby gevonden. Maar Prieeltje heeft niets te doen, en gaat snuffelen in de bagage van haar tante, Sint-Lutgardis. Daar vindt ze allemaal mosterdpotten. Wanneer ze er één opent, komt daaruit het meisje Serpentina (Antje De Boeck).
- 13. Spek met Ruwe Planken - Koning Jozef en Koningin Angina hebben nog nooit de zee gezien en vertrekken op reis. De koning geeft de Grimms de opdracht om ervoor te zorgen dat Kulderzipken zich gedraagt zoals dat een koning betaamt: waardig, statig en majestueus. Koning Jozef komt onderweg een vreemd figuur tegen, de Houten Man en geeft hem een hand, maar begint daarna langzamerhand in een boom te veranderen. Ondertussen is de Houten Man op weg naar het kasteel.
- 14. Oom Nonkel - Koning Jozef heeft het lastig met zijn dieet. Hij droomt al verschillende nachten over een pudding, waar hij niet aan kan omdat die wordt bewaakt door een Viking (Luk D'Heu). Wanneer de Oom van Kulderzipken (Senne Rouffaer) op bezoek komt, vertelt die de Grimms om een droommachine te maken. Zo kan Kulderzipken door de dromen van de bewoners van het kasteel wandelen. Maar wie in de machine zit terwijl een dromer wakker wordt, sterft.
- 15. De Vindikooks - Kulderzipken en prinses Prieeltje krijgen les in 'het ontvangen van hoog bezoek'. Koningin Angina beoefent haar nieuwe hobby, trombone spelen. De Vindikooks zijn in het land, en dat is altijd lachen geblazen. Zij antwoorden namelijk op elk voorstel "Vind ik ook!". Maar het lachen vergaat Koning Jozef, wanneer de Vindikooks besluiten om zijn kasteel aan te vallen.
- 16. De Kardigraaf - Koning Jozef is het diëten beu, en geeft de Grimms de opdracht een vermageringsdrankje uit te vinden. Maar daardoor verliest Koning Jozef zijn hoofd, en gaat zijn lijf op de vlucht. Tot overmaat van ramp komt net nu de Kardigraaf (Peter Van den Begin) langs. Toevallig heeft de koning ooit een weddenschap afgesloten dat de Kardigraaf koning mocht worden op de dag dat Koning Jozef zijn hoofd verloor. De Kardigraaf past zich al helemaal aan.
- 17. Havanna - Koningin Angina krijgt bezoek van een oude schoolvriendin, Havanna (Mieke De Groote) en haar man Bert (Frank Focketyn). Havanna blijkt echter niet zo'n goede vriendin te zijn, ze is stikjaloers. Wanneer Angina haar een theepot schenkt en een 'bedankt Angina' verwacht, betovert Havanna haar, zodat er plots twee koninginnen Angina ontstaan.
- 18. Naar Alsdanië - Volgens de grondwet moet er iemand naar Alsdanië, anders veranderen alle inwoners van het kasteel in driejarige kleuters. Koning Jozef beslist dat dat Kulderzipken is. Eenmaal in Alsdanië aangekomen, moet Kulderzipken drie opdrachten vervullen.
- 19. Koperen kisten vol kip en kaneel - Kulderzipken en Prieeltje keren terug met hun trouwkleren, en merken dat iedereen in de weer is met het verzamelen van allerlei voorwerpen. Kolen, kippen, kandelaars, kabouters, kreeften,... De twee raken er niet uit wijs, tot blijkt dat alles bestemd is voor Katrien de Kol (Ann Tuts), een heks die gek is van dingen met de beginletter K. Wanneer ze Kulderzipken ontdekt, laat ze iedereen opkrassen behalve het lief K-ventje.
- 20 Naar de Maan - De dag van het huwelijk tussen Prieeltje en Kulderzipken is aangebroken, maar, zo blijkt, de maan is kapot en het mannetje in de maan, Frans Vanderschijnsel (Johny Voners) staakt. Kulderzipken gaat, met een machine die de Grimms uitgevonden hebben, naar de maan om die te repareren. Hij kan echter niet terug, want er is geen parkeerplaats aan de maan. Omdat alle kosten voor het feest toch al zijn gemaakt, besluit koning Jozef om Prieel te laten trouwen met iemand van de genodigde edelen. Hun weg wordt echter versperd door een ongenodigde neef van koningin Angina, Rudolf, de man die denkt dat hij een paard is.

## Kulderzipken op dvd
De twee reeksen zijn in 2005 en 2013 uitgebracht op dvd.

## Trivia
- De naam 'Kulderzipken' komt voor in Verre zwijnestreken (1991), een boek (of verzameling verzinsels) geschreven door Hugo Matthysen. Kulderzipken is de titel van een kortverhaal waarin het personage Pallieter (van schrijver Felix Timmermans) eigenlijk Kulderzipken zou heten.
- In 2016 namen Michael Pas (Kulderzipken), Ianka Fleerackers (Prinses Prieeltje) en Karin Tanghe (Koningin Angina) een vervolg op. Het luisterspel werd verdeeld over enkele, korte afleveringen en uitgezonden op de Vlaamse radiozender MNM tijdens De Grote Peter Van de Veire Ochtendshow. Het speelt zich twintig jaar af na het einde van deze serie.[1] Het gaat vooral over de huwelijksproblemen tussen Kulderzipken en Prieeltje.
- De verhaallijn uit de eerste aflevering, waarbij de Grimms een wedstrijd uitvaardigen om de drie gouden haren van de kin van de moeder van de Duivel uit te trekken, is duidelijk losjes gebaseerd op een volkssprookje neergeschreven door de Gebroeders Grimm. Het sprookje met de titel De duivel met de drie gouden haren draait namelijk om een jongen die de opdracht krijgt drie gouden haren van de Duivel uit te trekken.
- In 2023 waren Michael Pas (Kulderzipken) en Ianka Fleerackers (Prinses Prieeltje) samen te gast in de Achter de schermen-podcast van Supercontent, voor een heuse Kulderzipken-special ter ere van de 28ste verjaardag van de reeks.